# Карел Віллінк
Альберт Карел Віллінк (нід. Albert Carel Willink; 7 березня 1900, Амстердам — 19 жовтня 1983, таж же) — нідерландський живописець, який назвав свій стиль магічного реалізму «уявним реалізмом».

## Життя та кар'єра
Альберт Карел Віллінк народився 7 березня 1900 року в Амстердамі, Нідерланди. Він був найстаршим сином механіка Яна Віллінка та Вільгельміни Альтес. Його батько був художником-аматором, який заохочував сина малювати.
Після короткого навчання медицини, в 1918–19 роках Віллінк вивчав архітектуру в Делфтській вищій технічній школі. Не задовольнившись жодним з цих курсів, він вирішив стати вільним художником. Опісля він виїхав до Німеччини, де йому не вдалося поступити до академії в Дюссельдорфі. Згодом він короткий час навчався в Державній вищій школі в Берліні, потім три роки в Міжнародній Вільній академії Ганса Балушека. Однак він не отримав диплому про вищу освіту.
Під час навчання в академії Карел Віллінк експериментував з різними стилями. Найперші картини Віллінка були в експресіоністичній манері, хоча в той час він також писав абстрактні роботи, коли виставлявся разом із Листопадовою групою в 1923 році. До 1924 року він перейняв образний стиль, перебуваючи під впливом неокласичних картин Пікассо початку 20-х років, особливо після відвідин Парижа в 1926 році. Художник увійшов в авангардну художню групу «Трикутник» (нід. De Driehoek) та почав вводити в кубістичні роботи фігуративні елементи, в манері, що нагадує Леже.
Пізніше протягом десятиліття Віллінк розробив магічний реалістичний стиль, пов'язаний з метафізичним живописом Джорджо де Кіріко. Поворот творчості до реалізму відбувся після 1931 року, після подорожі по Італії, де він мав нагоду познайомитися з архітектурою класичного періоду і Відродження, а також з творчістю Джорджо де Кіріко. Таким чином, після повернення з Італії він розпочав роботу над новими творами, які зображують античні руїни в уявному пейзажі.
З 1935 року і до смерті Віллінк жив в Амстердамі. Віллінк став одним з найуспішніших серед нідерландських художників свого покоління. У своїх реалістичних картинах він часто зображує трохи тривожні сцени, що відбуваються перед величезними будівлями. Його твори зображують реальні предмети, зазвичай, пейзажі або зображення тварин, проте їх розташування і освітлення робить зображувані сцени нереальними. Сам Віллінк не любив термін «магічний реалізм», визначаючи свою творчість як «уявний реалізм». У 1980 році відбулася велика виставка робіт Віллінка в Міському музеї Амстердаму, приурочена до 80-річчя художника. Він також написав багато портретів.
Віллінк був одружений чотири рази. Його перший шлюб 1927 року з Міс ван дер Мойлен (1900–1988) був розірваний через рік, другий 1930 року з Вільмою Єукен (1905–1960) тривав до її смерті, яка настала через пухлину мозку. У 1962 році він зав'язав стосунки з на 38 років молодшою від нього Матільдою де Дольдер, з якою одружився в 1969 році. Їхні ексцентричні стосунки були в центрі уваги голландських пліток того часу. У 1975 році Віллінк розпочав роман з на 44 роки молодшою скульпторкою Сільвією Квіел. У 1977 році він розлучився з Де Дольдер, яка або покінчила життя самогубством, або була убита через 4 місяці після розлучення. Того ж року він одружився з Квіел.

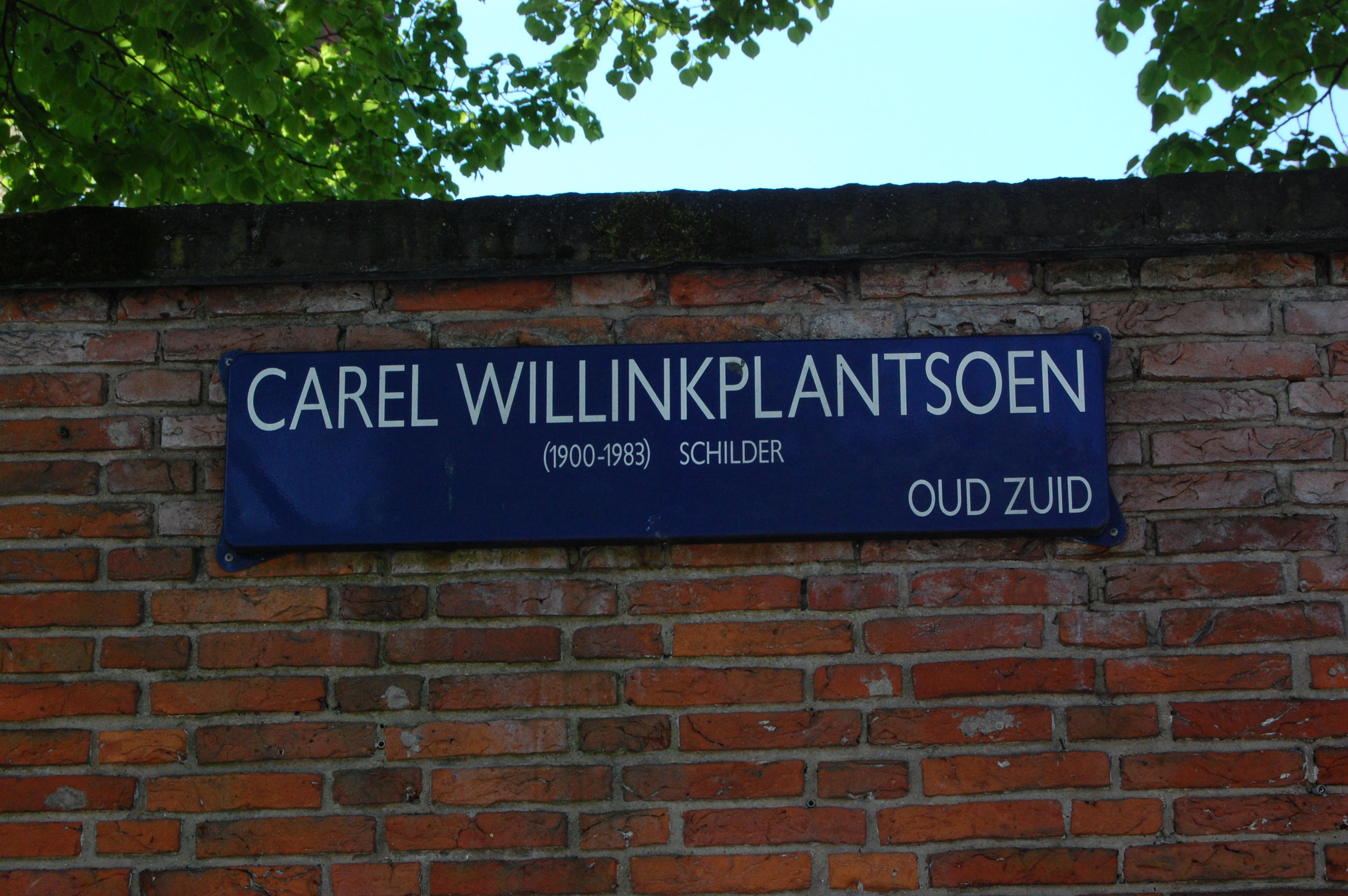
«Carel Willinkplantsoen», іменна табличка, Амстердам

Віллінк помер у 83-річному віці в Амстердамі 19 жовтня 1983 року. На його честь названо невеликий парк в Амстердамі, недалеко від Державного музею.

## Публічні колекції
Серед публічних колекцій, що містять роботи Карела Віллінка, є:
- Museum de Fundatie, Зволле, Нідерланди
- Музей ван Аббе, Ейндговен, Нідерланди
- Музей MORE, Ґорссел, Нідерланди
- Замок Руурло, Руурло, Нідерланди

## Галерея

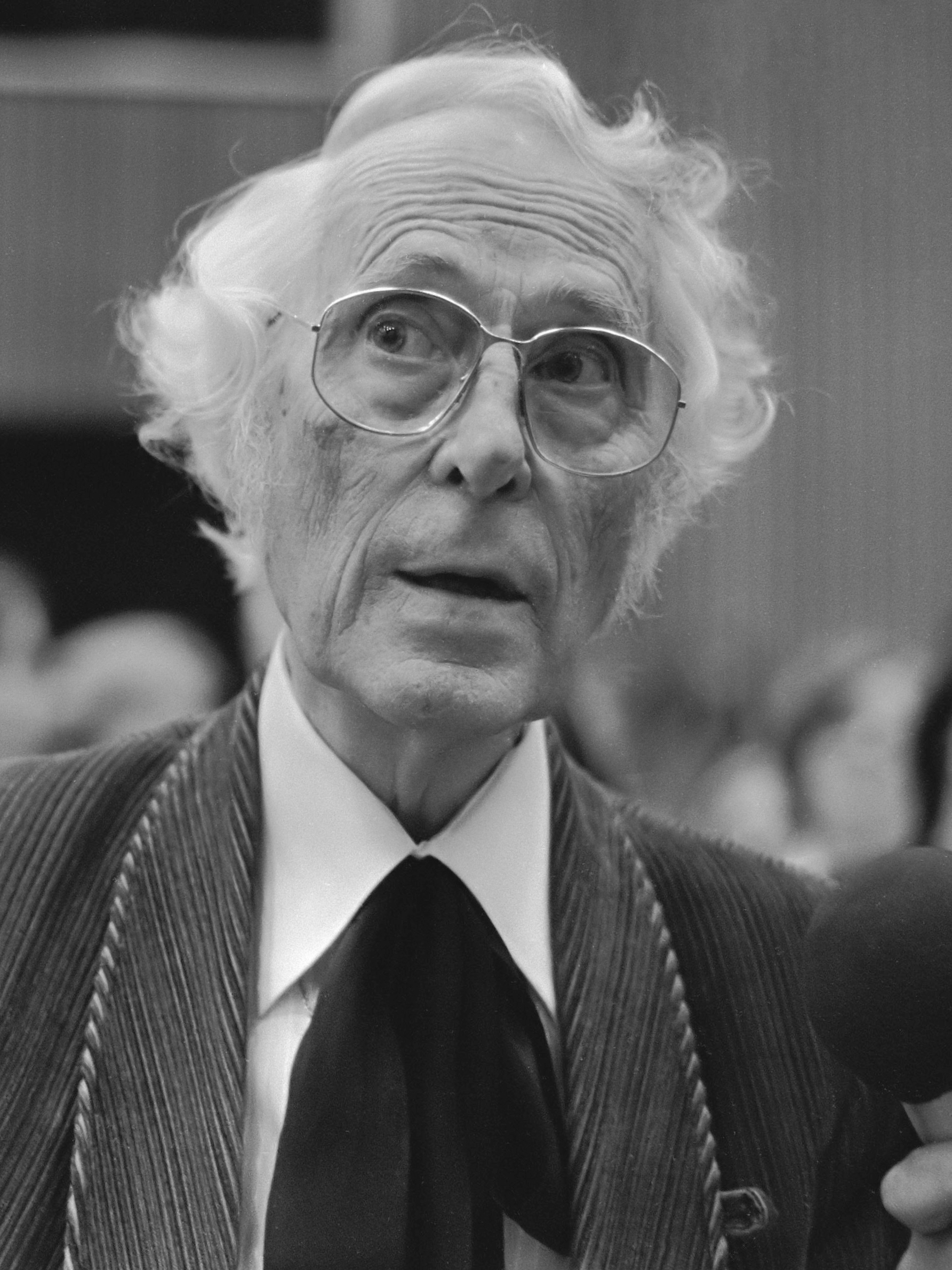
Карел Віллінк (1980)
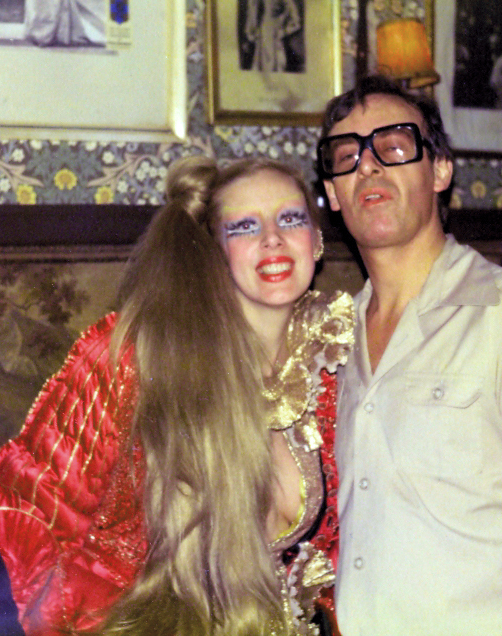
Третя дружина Матільда (1975)
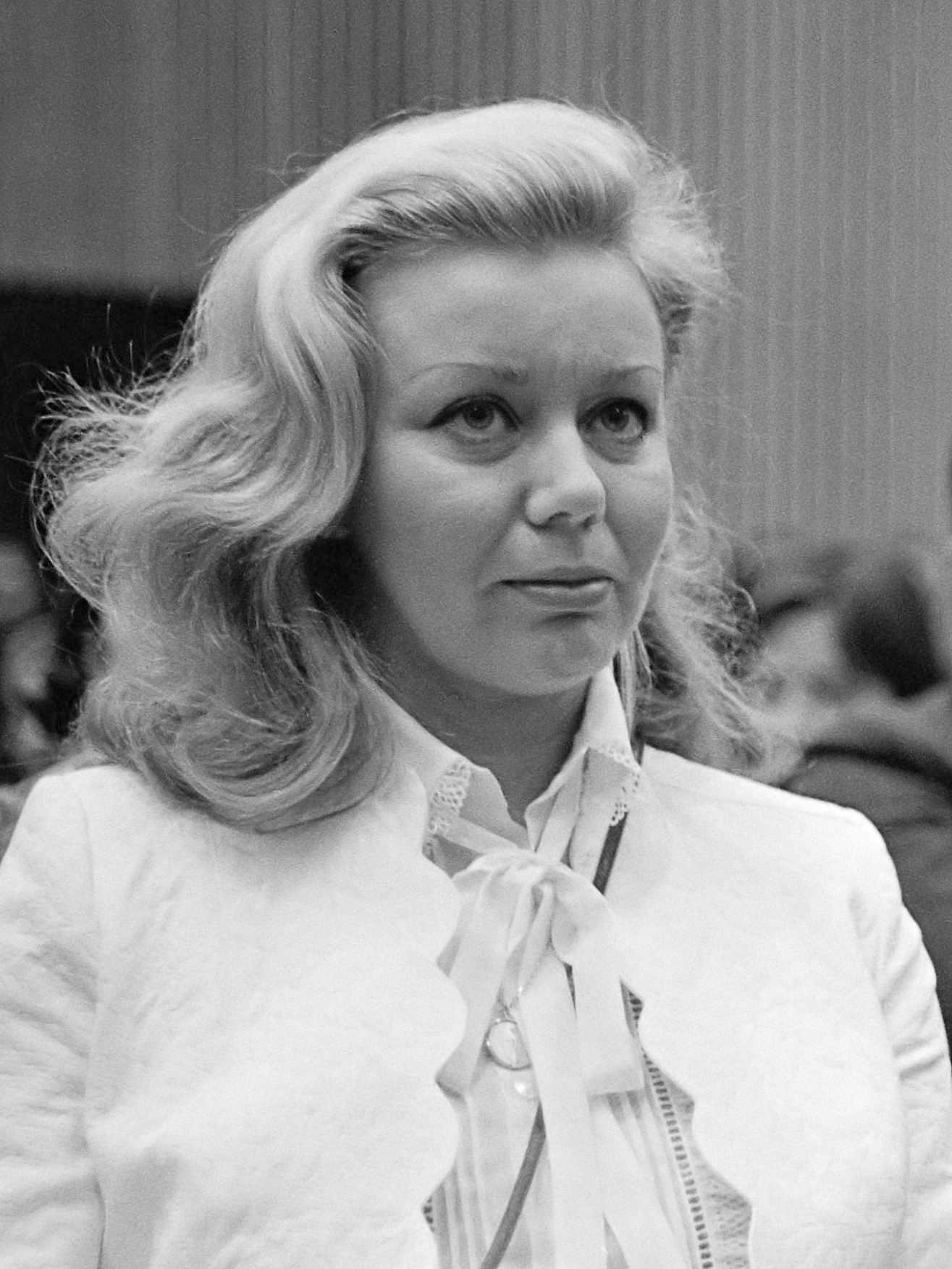
Четверта дружина Сільвія (1980)
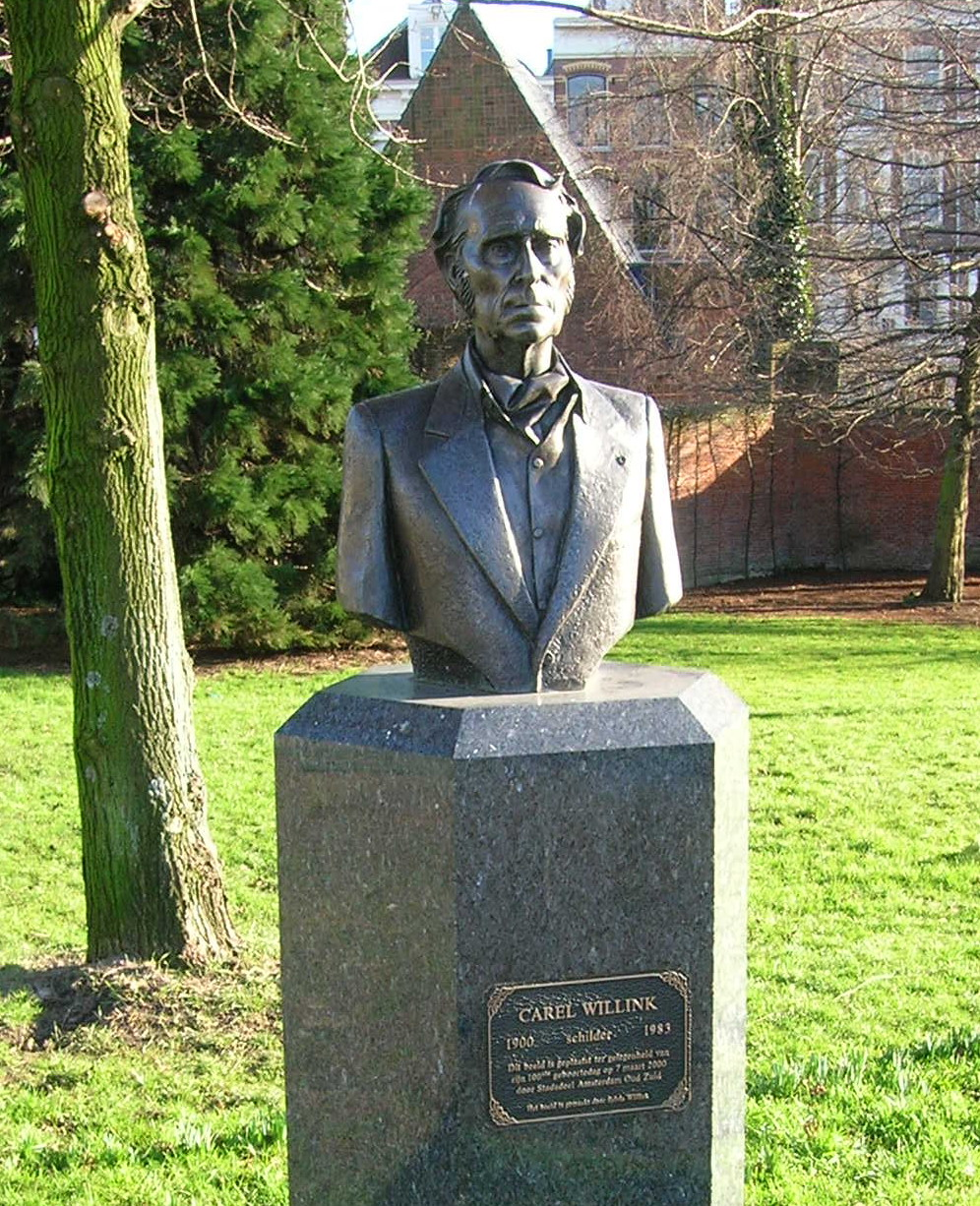
БюстВіллінка біля Державного музею в Амстердамі

## Дивитися також
- Магічний реалізм